# Sycozoa mirabilis
Sycozoa mirabilis is een zakpijpensoort uit de familie van de Holozoidae. De wetenschappelijke naam van de soort is, als Cyathocormus mirabilis, voor het eerst geldig gepubliceerd in 1912 door Oka.